# باز دي لا هويرتا
ماريا دي لا باز إلزابيث صوفيا أدريانا دي لا هويرتا (بالإنجليزية: Paz de la Huerta) (مواليد 3 سبتمبر 1984), عرفت باسم باز دي لا هويرتا, هي ممثلة وعارضة أزياء أمريكية . لعبت البطولة في عدة أفلام أبرزها : قوانين منزل سايدر (فيلم) (1999), مشية للذكرى (فيلم) (2002), ممرضة ثري دي (2013) .

## روابط خارجية
- باز دي لا هويرتا على موقع IMDb (الإنجليزية)
- باز دي لا هويرتا على موقع قاعدة بيانات الأفلام العربية
- باز دي لا هويرتا على موقع ألو سيني (الفرنسية)
- باز دي لا هويرتا على موقع ميوزك برينز (الإنجليزية)
- باز دي لا هويرتا على موقع أول موفي (الإنجليزية)
- باز دي لا هويرتا على موقع قاعدة بيانات الأفلام السويدية (السويدية)
- باز دي لا هويرتا على موقع إن إن دي بي (الإنجليزية)
- باز دي لا هويرتا على موقع قاعدة بيانات الفيلم (الإنجليزية)
- باز دي لا هويرتا على موقع كينوبويسك (الروسية)
- Paz de la Huerta: Behind the Nude, article at فوكس فيتشرز' website
- Are You Ready for Paz?, article at نيويورك (مجلة) magazine's website
- Interview with Paz de la Huerta by Imagine Fashion
- Paz de la Huerta Image Gallery